# Petr Kop
Petr Kop (15. února 1937 Praha – 27. ledna 2017 ) byl český volejbalista, reprezentant Československa, člen stříbrného týmu z olympijských her v Tokiu v roce 1964, bronzového z her v Mexiku v roce 1968 a úspěšný volejbalový trenér. Jeho manželka Drahoslava Kopová byla rovněž významnou volejbalistkou.

## Hráčské úspěchy

### Olympijské hry
- 1964 2. místo v Tokiu
- 1968 3. místo v Mexiku

### Mistrovství světa
- 1962 2. místo na MS v SSSR
- 1966 1. místo na MS v ČSSR

### Mistrovství Evropy
- 1963 5. místo v Rumunsku
- 1967 2. místo v Turecku

### Ligové úspěchy
- 1966 a 1972 Mistr republiky s RH Praha
- 1969 2. místo v nejvyšší italské soutěži (sérii A) s týmem Virtus Bologna

## Trenérské úspěchy
- 1972 Mistr republiky s RH Praha (i jako hráč)
- 1984–1988 Mistr republiky s RH Praha, ženy
- 1989 Mistr Belgie s Knack Randstad Roeselare
- 1989 a 1990 Belgický pohár s Knack Randstad Roeselare
- 1993 a 1994 Mistr republiky s Aero Odolena Voda